# Dzharaonyx
Dzharaonyx — рід динозаврів-тероподів альвареззаврид з пізньокрейдяної формації Біссекти в Узбекистані. Типовий вид — Dzharaonyx eski; eski — узбецьке слово, що означає «старий».

## Опис
Джараонікс відомий із серії відокремлених, але добре збережених посткраніальних матеріалів. Форма плечової кістки є проміжною між Patagonykus і Mononykus.

## Палеосередовище
Джараонікс мешкав у формації Біссекті, яка інтенсивно вивчалася в останні роки. Він являє собою солонувате середовище.